# 東洋製罐
東洋製罐株式会社（とうようせいかん、英：TOYO SEIKAN CO.,LTD.）は東京都品川区に本社を置く、日本の大手金属製品メーカー。金属缶からペットボトルまで飲料容器で世界有数で、業界最大手。2013年に持株会社体制に移行。東洋製罐グループの中核事業会社である。

## 沿革
- 1917年（大正6年）6月25日 - 大阪市に東洋製罐株式会社を設立。
- 1934年（昭和9年）4月 - ブリキの製造を目的として東洋鋼鈑設立。
- 1935年（昭和10年）7月 - 大阪証券取引所に株式を上場。
- 1944年（昭和19年）6月 - 本社を東京都千代田区へ移転。
- 1949年（昭和24年）5月 - 東京証券取引所に株式を上場。東洋鋼鈑が東京・大阪証券取引所に株式を上場。
- 1970年（昭和45年） - 缶の胴部分の溶接をナイロンを用いた接着に置き換えるトーヨーシーム法を開発[3]。
- 1995年（平成7年）11月8日 - 東洋製罐株式会社埼玉工場のラック式自動倉庫から火災が発生し約3800m2を全焼した。この火災で消火活動中の比企広域消防本部の消防士2名と消防協力者1名の死者3名、重軽傷者6名、被害額は約17億円にも及んだ[4]。
- 2009年（平成21年）10月28日 - 世界的に著名な容器コンテストCANNEX2009のエアゾール缶部門にて、Can of the year 2009[5]の金賞を受賞。（花王,リーゼヘアリフレッシャーにて出展）。
- 2012年（平成24年）
  - 1月 - 本社を東京都品川区の大崎フォレストビルディングへ移転。
  - 4月 - 東洋製罐分割準備株式会社（現・東洋製罐株式会社）を設立。
- 2013年（平成25年）4月 - 持株会社体制に移行。グループ経営管理事業を除く全事業を完全子会社の東洋製罐分割準備株式会社へ吸収分割により承継するとともに、従前の東洋製罐株式会社を東洋製罐グループホールディングス株式会社へ、東洋製罐分割準備株式会社を東洋製罐株式会社へ、それぞれ商号変更[広報 1]。
- 2017年（平成29年）4月20日 - 公正取引委員会から、缶詰用の「食品缶」の取引で大和製缶や北海製缶と関係の弱い取引先との営業活動自粛などの談合をしたとして、私的独占の禁止及び公正取引の確保に関する法律（独占禁止法）違反容疑で立ち入り検査を受ける[6]。

## 製品
- 飲料用金属缶、ペットボトル
- 食品用金属缶、プラスチックボトル、多層トレイ、パウチ
- 生活・家庭用品用プラスチックボトル・エアゾール缶
- 業務用金属缶
- 抗菌・消臭・抗カビマスターバッチ
- ジェノゲード［DNAチップ検査技術を用いた食品・環境検査］等[7]。

## 国内工場

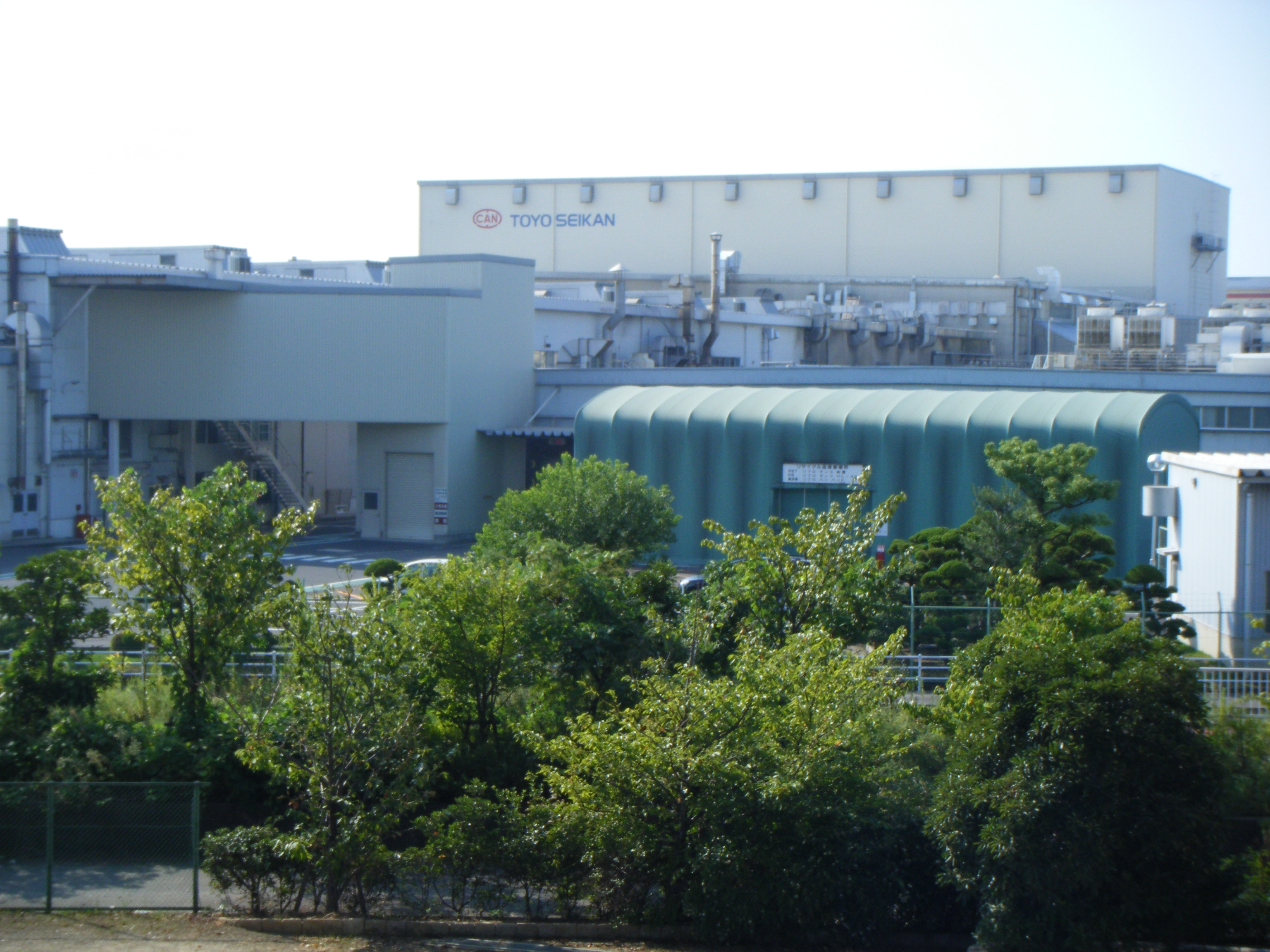
東洋製罐大阪工場

- 千歳工場（北海道千歳市）
- 仙台工場（宮城県仙台市宮城野区）
- 石岡工場（茨城県石岡市）
- 久喜工場（埼玉県久喜市）
- 埼玉工場（埼玉県比企郡吉見町）
- 川崎工場（神奈川県川崎市川崎区）
- 横浜工場（神奈川県横浜市鶴見区）
- 静岡工場（静岡県牧之原市）
- 豊橋工場（愛知県豊橋市）
- 滋賀工場（滋賀県東近江市）
- 茨木工場（大阪府茨木市）
- 大阪工場（大阪府泉佐野市）
- 広島工場（広島県三原市）
- 基山工場（佐賀県三養基郡基山町）

## 本社ビル

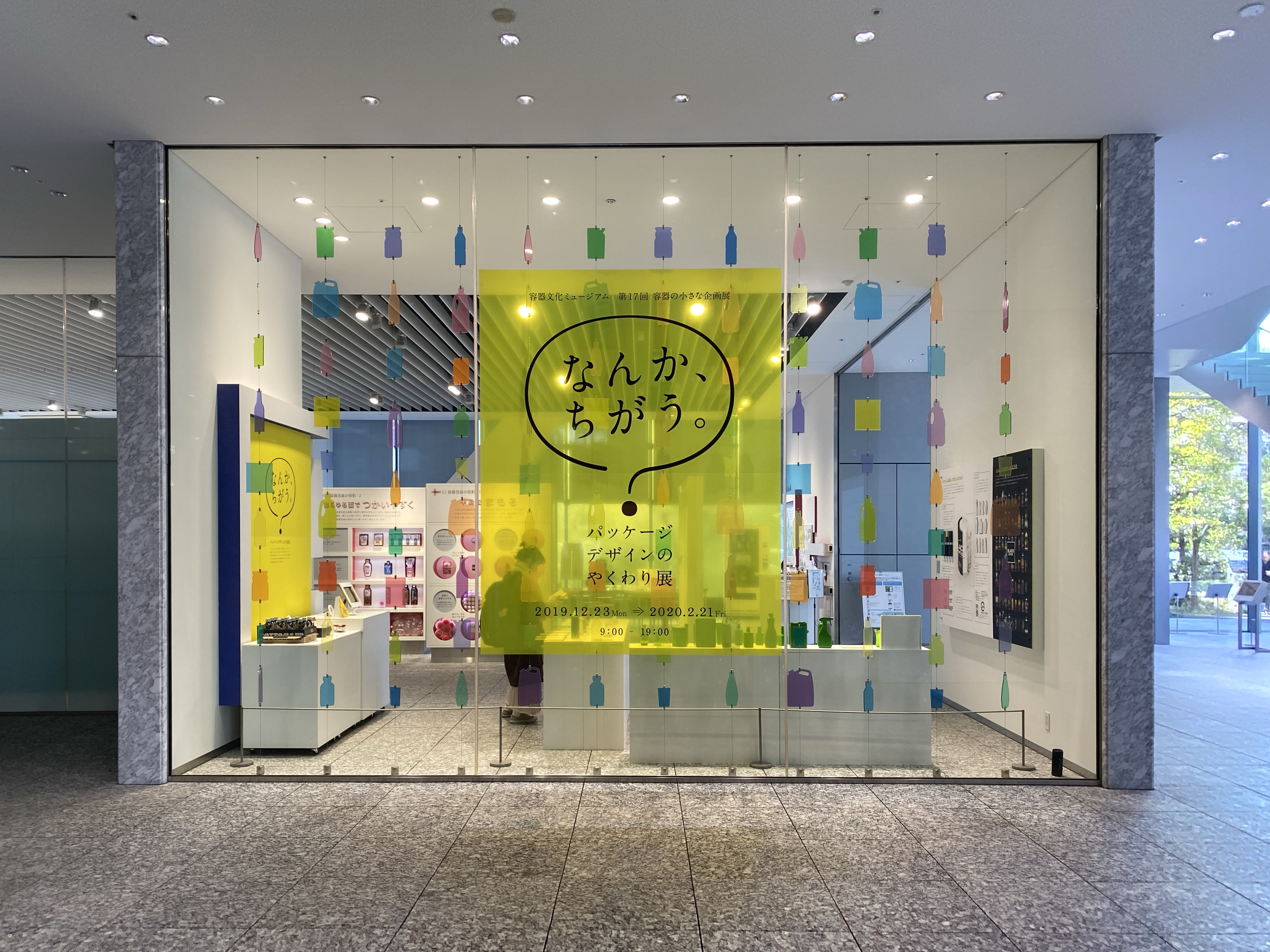
本社に併設された容器文化ミュージアム（2020年2月）

- 本社ビルは、第三者認証としてJHEP認証を受けている。
- 2012年4月11日には、本社ビルに併設される形で「容器文化ミュージアム」が開館した[8][9]。

#### 広報資料・プレスリリースなど一次資料
1. ↑  持株会社体制への移行に伴う吸収分割契約の締結および定款変更（商号および事業目的の変更）に関するお知らせ (PDF)